# Final de la Copa Mundial de Rugby de 2023
La Final de la Copa Mundial de Rugby de 2023 fue un partido de rugby que se jugó el 28 de octubre de 2023 en el Estadio de Francia en Saint-Denis. La jugaron Nueva Zelanda y Sudáfrica, una reedición de la Final de la Copa Mundial de Rugby de 1995.

## Camino a la final
| Nueva Zelanda | Nueva Zelanda | Ronda            | Sudáfrica  | Sudáfrica |
| ------------- | ------------- | ---------------- | ---------- | --------- |
| Grupo A       | Grupo A       | Fase de grupos   | Grupo B    | Grupo B   |
| Rival         | Resultado     | Fase de grupos   | Rival      | Resultado |
| Francia       | 13-27         | Partido 1        | Escocia    | 18-3      |
| Namibia       | 71-3          | Partido 2        | Rumania    | 76-0      |
| Italia        | 96-17         | Partido 3        | Irlanda    | 8-13      |
| Uruguay       | 73-0          | Partido 4        | Tonga      | 49-18     |
| Rival         | Resultado     | Fase final       | Rival      | Resultado |
| Irlanda       | 28-24         | Cuartos de final | Francia    | 29-28     |
| Argentina     | 44-6          | Semifinales      | Inglaterra | 16-15     |

## Partido
| 28 de octubre de 2023, 21:00 | Nueva Zelanda | 11 - 12 | Sudáfrica | Estadio de Francia, Saint Denis |  |

| Bandera de Sudáfrica |
| Campeón Sudáfrica    |
| Cuarto título        |